# True Cooking Master Boy
Cooking Master Boy (中華一番！?, Chūka ichiban!) è un manga scritto e disegnato da Etsushi Ogawa, pubblicato da Kōdansha a partire dal 1996 sulla rivista Weekly Shōnen Magazine. A partire dal 1997 nel corso della serializzazione, il titolo è stato modificato in True Cooking Master Boy (真·中华一番!?, Shin chūka ichiban!).
Nel 1997 lo studio di animazione Nippon Animation ha prodotto una serie anime in 52 episodi tratta dal manga, per la regia di Masami Anno.
Nel 2019 ha iniziato la trasmissione di un remake animato, questa volta ad opera dello studio Production I.G, per la regia di Itsuro Kawasaki.

## Trama
Pai era soprannominata "la Fata dell'Alta Cucina" e alla sua morte il figlio Mao diventa un Super Chef, al fine di conquistare il titolo di Master Chef del ristorante di sua madre. Prima però di prendere il posto della madre Mao intraprende un lungo viaggio per tutta la Cina, al fine di scoprire quanto più possibile sui tanti modi di cottura, nella speranza di diventare uno chef leggendario, proprio come sua madre. Durante il suo viaggio, Mao incontrerà grandi amici e feroci rivali che lo sfideranno nel campo della cottura del cibo.

### Ambientazione
La storia si svolge nel XIX secolo in Cina durante la dinastia Qing, quando a causa della debolezza dell'imperatore il Paese era prossimo a cadere nel caos. Si era anche nel corso del periodo fittizio denominato "l'era delle guerre dell'Alta Cucina". Era quella un'epoca in cui i migliori chef con i più svariati stili facevano del loro meglio per migliorare le loro abilità al fine di diventare il miglior cuoco della Cina.
Insultare un grande chef o scherzare sulle faccende dell'Alta Cucina avrebbero potuto perfino portare una persona in carcere, inoltre fingere di essere un grande chef era visto come un'usurpazione dell'autorità.
I cuochi erano in perenne concorrenza tra loro al fine di ottenere il rispetto e il potere, ma anche con il rischio di perdere tutto.

## Media

### Manga
Il manga, scritto e disegnato da Etsushi Ogawa, è stato serializzato dall'11 ottobre 1995 al 19 maggio 1999 sulla rivista Weekly Shōnen Magazine edita da Kōdansha. Inizialmente l'opera fu edita con il titolo Cooking Master Boy (中華一番！?, Chūka ichiban!)| ma a partire dal 1997, nel corso della serializzazione, il titolo è stato modificato in True Cooking Master Boy (真·中华一番!?, Shin chūka ichiban!) I vari capitoli sono stati raccolti in diciassette volumi tankōbon, suddivisi in due parti. La prima, comprensiva di cinque numeri, è uscita dal 14 febbraio all'11 dicembre 1996 mentre la seconda, composta dai restanti dodici, è stata distribuita dal 14 maggio 1997 al 15 giugno 1999.

#### Volumi
| Prima parte (5 volumi)    | |                    |
| 1                         | 14 febbraio 1996 | ISBN 4-06-312238-7 |
| 1                         | Capitoli (traduzioni letterali dei titoli) - 01. Salva Kikkaro!! (菊下楼を救え!!?, Kikkarō o sukue!!) - 02. Alla "città del cibo"!! (“食の都”へ!!?, “Shoku no miyako” e! !) - 03. La persona saggia gode dell'acqua (知者は水を楽しむ?, Chisha wa mizu o tanoshimu) - 04. Passione per la cucina (料理への情熱?, Ryōri e no jōnetsu) - 05. Il segreto di Sanche (サンチェさんの秘密?, Sanche-san no himitsu) |                    |
| 2                         | 15 aprile 1996 | ISBN 4-06-312260-3 |
| 2                         | Capitoli (traduzioni letterali dei titoli) - 06. La tradizione del negozio di liquori Yosen (陽泉酒家の伝統?, Yōsen shuka no dentō) - 07. Un cuoco di un paese straniero (異国から来た料理人?, Ikoku kara kita ryōrijin) - 08. Nessun limite al gusto (味に国境なし?, Aji ni kokkyō nashi) - 09. Magia cinese (中華の魔術?, Chūka no majutsu (Chainīzu Majikku)) - 10. Lingua naturale (天性の舌?, Tensei no shita) - 11. L'anima del cuoco (料理人の魂?, Ryōri hito no tamashī) - 12. Le regole della "città del cibo" (“食の都”の掟?, “Shoku no miyako” no okite) - 13. Il segreto di Qiu Lan (シュウランの秘密?, Shuuran no himitsu) - 14. Cristallo di fenice (鳳凰水晶?, Hōō suishō (Fon Howan Sui Jin)) |                    |
| 3                         | 14 giugno 1996 | ISBN 4-06-312283-2 |
| 3                         | Capitoli (traduzioni letterali dei titoli) - 15. Promessa in scadenza (約束の期限?, Yakusoku no kigen) - 16. Fratelli di gnocchi (餃子兄弟?, Gyōza kyōdai) - 17. Il torneo di gnocchi è iniziato!! (餃子大会開始!!?, Gyōza taikai kaishi!!) - 18. Vecchio maestro leggendario (伝説の老師?, Densetsu no rōshi) - 19. Stabilito!? (決着!??, Ketchaku!?) - 20. Drago contro drago (龍vs. 龍?, Ryū (Doragon) vs. Ryū (Doragon)) - 21. È rosso!? È bianco!? (紅か!? 白か!??, Kurenai ka!? Shiro ka!?) - 22. Problema difficile!! E un forte nemico!! (難問!! そして強敵!!?, Nanmon!! Soshite kyōteki!!) - 23. Visitatore inaspettato (意外な来訪者?, Igaina raihō-sha)                                            |                    |
| 4                         | 9 agosto 1996 | ISBN 4-06-312308-1 |
| 4                         | Capitoli (traduzioni letterali dei titoli) - 24. Acqua magica (魔法の水?, Mahō no mizu) - 25. "La vera identità della roccia" (“岩の正体”?, “Iwa no shōtai”) - 26. La produzione è iniziata !! (本番開始!!?, Honban kaishi!!) - 27. Trappola (罠?, Wana) - 28. Mano proibita (禁じ手?, Kinjite) - 29. Rigidità delle tagliatelle (麺のコシ?, Men no koshi) - 30. Obiettivo lontano (遥かなる目標?, Harukanaru mokuhyō) - 31. Lettura speciale KING OF TOWER (特別読み切り KING OF TOWER?, Tokubetsu yomikiri KING OF TOWER) |                    |
| 5                         | 11 dicembre 1996 | ISBN 4-06-312359-6 |
| 5                         | Capitoli (traduzioni letterali dei titoli) - 32. Lo chef è andato!? (料理人がいなくなる!??, Ryōri hito ga inaku naru!?) - 33. Orgoglio professionale (職業人の意地?, Shokugyō hito (Puro) no iji (Puraido)) - 34. Cucinare oltre il tempo (時の彼方の料理?, Toki no kanata no ryōri) - 35. La paura rossa (赫の恐怖?, Aka (Aka) no kyōfu) - 36. Oltre le stelle (星の彼方?, Hoshi no kanata) |                    |
| Seconda parte (12 volumi) | |                    |
| 1                         | 14 maggio 1997 | ISBN 4-06-312412-6 |
| 2                         | 13 giugno 1997 | ISBN 4-06-312424-X |
| 3                         | 9 agosto 1997 | ISBN 4-06-312445-2 |
| 4                         | 14 novembre 1997 | ISBN 4-06-312480-0 |
| 5                         | 13 gennaio 1998 | ISBN 4-06-312502-5 |
| 6                         | 15 aprile 1998 | ISBN 4-06-312537-8 |
| 7                         | 15 giugno 1998 | ISBN 4-06-312558-0 |
| 8                         | 10 agosto 1998 | ISBN 4-06-312582-3 |
| 9                         | 14 novembre 1998 | ISBN 4-06-312618-8 |
| 10                        | 12 gennaio 1999 | ISBN 4-06-312643-9 |
| 11                        | 14 aprile 1999 | ISBN 4-06-312664-1 |
| 12                        | 15 giugno 1999 | ISBN 4-06-312708-7 |

### Sequel
Il 10 novembre 2017, Ogawa ha iniziato a lavorare al sequel intitolato Chūka ichiban! Kiwami, il quale viene pubblicato sull'applicazione Magazine Pocket di Kōdansha. I vari capitoli vengono raccolti in volumi tankōbon dal 9 aprile 2018.

#### Volumi
| 1  | 9 aprile 2018 | ISBN 978-4-06-511209-0 |
| 1  | Capitoli (traduzioni letterali dei titoli) - 01. Il ponte dei ricordi (記憶の架け橋?, Kioku no kakehashi) - 02. Le prove di Kenmonkan (剣門関の試練?, Kenmonkan no shiren) - 03. Saggezza, piedi, fortuna (知恵と足と運と?, Chie to ashi to un to) - 04. La spada Kokufune (刻舟求剣?, Kokufune motome ken) - 05. La luce nelle nuvole (雲霧に射す光?, Unmu ni sasu hikari) - 06. Lo schema del padre (父の輪郭?, Chichi no rinkaku) - 07. L'ombra di Mariu (マリウの影?, Mariu no kage) - 08. Il marchio sconosciuto (未知なる標?, Michinaru hyō) - 09. Meily, guai amorosi (メイリィ、恋のから騒ぎ?, Meiryi, koi no karasawagi) |                        |
| 2  | 9 agosto 2018 | ISBN 978-4-06-512181-8 |
| 2  | Capitoli (traduzioni letterali dei titoli) - 10. Il registro alimentare di partenza (旅立ちの食譜?, Tabidachi no shoku fu) - 11. La città dove dormono i draghi (龍の眠る街?, Ryū no nemuru machi) - 12. Con il cuore di un drago... (昇龍の心で……?, Shōryū no kokoro de……) - 13. Le sorelle nikuman (肉まん姉妹?, Nikuman shimai) - 14. Il torrente del diavolo (魔の奔流?, Ma no honryū) - 15. Il cibo per il cielo (空に捧げる料理?, Sora ni sasageru ryōri) - 16. Uno "strano piano" sull'orlo di una scogliera!? (崖っ縁の"奇策"!??, Gakeppuchi no" kisaku"!?) - 17. I germogli di bambù richiedono del tempo (時をかけるタケノコ?, Toki wo kakeru takenoko) |                        |
| 3  | 7 dicembre 2008 | ISBN 978-4-06-513478-8 |
| 3  | Capitoli (traduzioni letterali dei titoli) - 18. Conclusione inquietante (不穏なる決着?, Fuon'naru ketchaku) - 19. Andiamo al monte blu!! (いざ青兆山へ！！?, Iza ao chō yama e!!) - 20. Cucina senza fondo "nero corvino" (底なしの"漆黒"料理?, Sokonashi no "shikkoku" ryōri) - 21. Lo "scambio uova" per l'ospitalità (もてなしの”卵変化”?, Motenashi no ”tamago henka”) - 22. Il passato di Mariu (マリウの過去?, Mariu no kako) - 23. Appare una fata!! (仙女，現る！！?, Sen'nyo, genru!!) - 24. La ragazza del Sichuan con i capelli verdi scuri (緑の黒髪の四川少女?, Midori no kurokami no Shisen shōjo) - 25. Mao e "problemi con le donne" (”女難”のマオ?, ”Jonan” no Mao) - 26. Meily attraversa il fiume iracondo (メイリィ，憤怒の河を渉る?, Meiryi, fundo no kawa o wataru) |                        |
| 4  | 9 aprile 2019 | ISBN 978-4-06-514867-9 |
| 4  | Capitoli (traduzioni letterali dei titoli) - 27. Rivale d'amore!? (恋敵！？?, Koigataki!?) - 28. Sichuan vs. Cantonese, lotta tra donne!! (四川vs．広東，女の戦い！！?, Shisen vs. Kanton, on'na no tatakai!!) - 29. Il Ragazzo cuoco geniale "Guangzhou" (”広州”の天才料理少年?, ”Kōshū” no tensai ryōri shōnen) - 30. La riunione nella vecchia città (古都での再会?, Koto de no saikai) - 31. L'uomo tigre a cinque stelle (五虎星の男?, Koukousei no otoko) - 32. La lettera di sfida di "Namiko"!! (”浪子”の挑戦状！！?, ”Namiko” no chōsen-jō!!) - 33. Le tagliatelle che possono camminare per 30 miglia (三十里歩ける麺?, Midori arukeru men) - 34. Il segreto dell'armonia (円満の秘訣?, Enman no hiketsu) - 35. Trucco (奇策?, Kisaku)                                           |                        |
| 5  | 9 settembre 2019 | ISBN 978-4-06-516228-6 |
| 5  | Capitoli (traduzioni letterali dei titoli) - 36. Otto punti di forza (八強?, Hachi tsuyo) - 37. Il mondo della cucina di Taegeuk (太極料理界?, Taikyoku ryōri-kai) - 38. Scontro con il drago chef! (龍厨師、激突！?, Ryū kuriya-shi, gekitotsu!) - 39. Stratagemma (策略?, Sakuryaku) - 40. Il sogno dell'imperatore (皇帝の夢?, Kōtei no yume) - 41. L'inizio del round finale (決勝淘汰賽開始?, Kesshō tōta sai kaishi) - 42. Trionfo (切り札?, Kirifuda) - 43. Il demone ridente a nove facce (笑う九面鬼?, Warau kyū-men oni) - 44. Lo chef del palazzo Taiji (太極宮の料理人?, Taikyoku miya no ryōrijin) |                        |
| 6  | 9 dicembre 2019 | ISBN 978-4-06-517541-5 |
| 6  | Capitoli (traduzioni letterali dei titoli) - 45. Rivincita! Fei VS. Ensei!! (再戦！フェイVS.エンセイ！！?, Saisen! Fei VS. Ensei!!) - 46. L'origine di Fei (フェイの出自?, Fei no shutsuji) - 47. Signora Yang (マダム楊?, Madamu Yō) - 48. La vera natura di Ensei (エンセイの本領?, Ensei no honryō) - 49. La rinascita degli "attrezzi cucina" (”厨具”復活?, ”Kuriyagu” fukkatsu) - 50. I quattro grandi (江南の大四?, Kōnan no daishi) - 51. La determinazione di Sanche (サンチェの決意?, Sanche no ketsui) - 52. Il più grande maestro delle maschere di Xi'an (西安最強の面点師?, Shīan saikyō no mentenshi) - 53. La rabbia di Liu delle Pleiadi!! (劉 昴星 赫怒！！?, Ryū subaru boshi kakudo!!)                                                                                  |                        |
| 7  | 8 maggio 2020 | ISBN 978-4-06-518690-9 |
| 7  | Capitoli (traduzioni letterali dei titoli) - 54. La sfera di vetro del Paradiso (ガラスの天球?, Garasu no tenkyū) - 55. La nascita di una Luna nuova (新月誕生?, Shingetsu tanjō) - 56. Chiaro di Luna vs. aurora (月光vs.極光?, Gekkō vs. kyokkō) - 57. Presunzione (慢心?, Manshin) - 58. Le terme di Mao (湯けむりマオ?, Yukemuri Mao) - 59. Inclinazione sulla roulette (串アンルーレット?, Kushi an Rūretto) - 60. La volta perduta (消えた霊蔵庫?, Kieta rei zō-ko) - 61. Le stelle gemelle malvagie (双子の凶星?, Futago no kyōsei) - 62. Avversità (逆境?, Gyakkyō) |                        |
| 8  | 9 novembre 2020 | ISBN 978-4-06-521250-9 |
| 8  | Capitoli (traduzioni letterali dei titoli) - 63. Il mistero di Sulpia (スルピアの神秘?, Surupia no shinpi) - 64. Il mistero dei gemelli (双子の謎?, Futago no nazo) - 65. Il filo del destino (運命の絲?, Unmei no ito) - 66. Il mistero del piccolo cesto (小籠包の怪異?, Shōronpō no kaii) - 67. Scontro! Combinazione!! (激突！コンビネーション！！?, Gekitotsu Konbinēshon!!) - 68. L'albero del popolo (普及の名樹?, Fukyū no meiju) - 69. La fontana di Mariu (マリウの泉?, Mariu no izumi) - 70. Il serpente bianco danzante (踊る白蛇?, Odoru shiro hebi) - 71. Il piatto delizioso (美味なる円盤?, Biminaru enban) |                        |
| 9  | 9 marzo 2021 | ISBN 978-4-06-522660-5 |
| 9  | Capitoli (traduzioni letterali dei titoli) - 72. L'amore nella nebbia (愛は霧の中へ?, Ai wa kiri no naka e) - 73. Appare "madre Yasha" (”母夜叉”現る?, ”Bo Yasha” genru) - 74. Kirin, in Paradiso (麒麟、天へ?, Kirin, ten e) - 75. L'innocenza Jun (ジュンの純情?, Jun no junjō) - 76. Il messaggio del chimaki di castagne (栗チマキの伝言?, Kuri chimaki no dengon) - 77. Il cancello per la montagna è chiuso (開かずの山門?, Akazu no sanmon) - 78. La confusione di Mao (混世魔王?, Kon se Maō) - 79. Il completamento della mongolfiera di mapo tofu!! (熱気球麻婆湯葉完成了！！?, Nekkikyū mapo tofu kansei ryō!!) - 80. Il segreto degli otto utensili da cucina (八厨具の秘密?, Hachi kuriyagu no himitsu)                                                                       |                        |
| 10 | 6 agosto 2021 | ISBN 978-4-06-524472-2 |
| 11 | 7 gennaio 2022 | ISBN 978-4-06-526590-1 |
| 12 | 9 giugno 2022 | ISBN 978-4-06-528164-2 |
| 13 | 9 novembre 2022 | ISBN 978-4-06-529644-8 |
| 14 | 7 aprile 2023 | ISBN 978-4-06-531230-8 |
| 15 | 8 settembre 2023 | ISBN 978-4-06-532841-5 |
| 16 | 8 febbraio 2024 | ISBN 978-4-06-534521-4 |
| 17 | 9 luglio 2024 | ISBN 978-4-06-536124-5 |
| 18 | 9 dicembre 2024 | ISBN 978-4-06-537756-7 |
| 19 | 9 maggio 2025 | ISBN 978-4-06-539450-2 |

### Anime
Un primo adattamento anime diretto da Masami Anno e prodotto dallo studio d'animazione Nippon Animation, è stato trasmesso in Giappone dal 25 aprile 1997 al 13 settembre 1998 su Fuji TV. Le sigle d'apertura sono rispettivamente Sora (空?) cantata da Maki Ohguro (ep. 1-18), Iki mo dekinai (息もできない?) di Zard (ep. 19-36) e Kimi sae ireba (君さえいれば?) dei Deen (ep. 37-52) mentre quella di chiusura sono Aoi sora ni deaeta (青い空に出逢えた?) cantata da Arisa Tsujio (ep. 1-20), Mineraru (ミネラル?) di Kaori Nanao (ep. 21-36) e Kaze no you ni jiyuu (風のように自由?) di Keiko Utoku (ep. 37-52).
Un secondo adattamento, remake del precedente e intitolato True Cooking Master Boy, è stato diretto e sceneggiato da Itsuro Kawasaki e prodotto da Production I.G; è andato in onda in madre patria dall'11 ottobre al 27 dicembre 2019 all'interno del contenitore Animeism. I diritti internazionali sono stati acquistati da Crunchyroll che ha trasmesso la serie in simulcast in versione sottotitolata in vari Paesi, tra cui l'Italia. Le sigle sono rispettivamente Kōfukuron cantata da Qajiff in apertura e Paradigm Shift di Brian the Sun in chiusura.
Al termine della trasmissione dell'ultimo episodio è stato annunciato dai produttori che la serie riceverà un sequel nel corso del 2021. Il seguito è infine stato trasmesso dall'11 gennaio al 29 marzo 2021 su Tokyo MX, MBS e BS-NTV mantenendo i medesimi membri dello staff e del cast. Come nel caso precedente, i diritti internazionali sono stati acquistati da Crunchyroll che ha trasmesso la serie in simulcast in versione sottotitolata in vari Paesi, tra cui l'Italia. Le sigle sono rispettivamente Tough Heart cantata da Aika Kobayashi in apertura e COLORS dei Humbreaders in chiusura.

#### Episodi

##### Cooking Master Boy(1997)
| Nº | Giapponese 「Kanji」 - Rōmaji                                                                                              | In onda           | In onda |
| Nº | Giapponese 「Kanji」 - Rōmaji                                                                                              | Giapponese        |         |
| 1  | 「天才料理少年マオ」 - Tensai ryōri shōnen mao                                                                             | 27 aprile 1997    |         |
| 2  | 「幻の麻婆豆腐対決」 - Maboroshi no mābōdōfu taiketsu                                                                      | 4 maggio 1997     |         |
| 3  | 「めざせ!特級厨師」 - Mezase! Tokkyū kuriya-shi                                                                            | 11 maggio 1997    |         |
| 4  | 「非情!陽泉酒家の掟!!」 - Hijō! Yōsenshuka no okite!!                                                                      | 18 maggio 1997    |         |
| 5  | 「伝統を打ち破れ!打倒・陽泉酒家」 - Dentō o uchiyabure! Datō yōsenshuka                                                    | 25 maggio 1997    |         |
| 6  | 「火炎料理人 餃子兄弟」 - Kaen ryōri hito gyōza kyōdai                                                                     | 1º giugno 1997    |         |
| 7  | 「卑劣な罠!追いつめられたマオ」 - Hiretsuna wana! Oitsume rareta mao                                                       | 8 giugno 1997     |         |
| 8  | 「対決!ドラゴン餃子!!」 - Taiketsu! Doragon gyōza!!                                                                        | 15 giugno 1997    |         |
| 9  | 「夢への挑戦!特級厨師試験」 - Yume e no chōsen! Tokkyū kuriya-shi shiken                                                   | 22 giugno 1997    |         |
| 10 | 「究極の技!国士無双の麺」 - Kyūkyoku no waza! Kokushi musō no men                                                          | 6 luglio 1997     |         |
| 11 | 「最終決戦!伝説の闘味場」 - Saishū kessen! Densetsu no jō                                                                  | 13 luglio 1997    |         |
| 12 | 「宿命の天才 美少年料理人フェイ」 - Shukumei no tensai bishōnen ryōri hito fei                                             | 3 agosto 1997     |         |
| 13 | 「完成ナマズ麺!運命の判定」 - Kansei namazu men! Unmei no hantei                                                           | 10 agosto 1997    |         |
| 14 | 「勝者の証 栄光の紋章〈エンブレム〉」 - Shōsha no akashi eikō no monshō 〈Enburemu〉                                       | 17 agosto 1997    |         |
| 15 | 「天才料理少年!?シロウ?」 - Tensai ryōri shōnen!? Shirō?                                                                   | 24 agosto 1997    |         |
| 16 | 「超ボイン!美人に注意甘い罠」 - Chō boin! Bijin ni chūi amai wana                                                          | 31 agosto 1997    |         |
| 17 | 「甦れ!幻のおこげ料理」 - Yomigaere! Maboroshi no o koge ryōri                                                             | 14 settembre 1997 |         |
| 18 | 「赤の恐怖 幽霊屋敷の秘密」 - Aka no kyōfu yūrei yashiki no himitsu                                                        | 21 settembre 1997 |         |
| 19 | 「愛の架け橋 銀河〈ギャラクシー〉麺」 - Ai no kakehashi ginga 〈Gyarakushī〉 men                                           | 26 ottobre 1997   |         |
| 20 | 「不幸をよぶ黒い鶏」 - Fukō o yobu kuroi niwatori                                                                          | 2 novembre 1997   |         |
| 21 | 「大陸一の男 陽泉酒家への挑戦」 - Tairiku ichi no otoko yōsenshuka e no chōsen                                             | 16 novembre 1997  |         |
| 22 | 「撃墜王!標的にされたマオ!」 - Gekitsui-ō! Hyōteki ni sa reta mao!                                                         | 30 novembre 1997  |         |
| 23 | 「輝け!大宇宙〈ビッグバン〉焼売〈シュウマイ〉」 - Kagayake! Dai uchū 〈Bigguban〉 shūmai 〈shūmai〉                        | 7 dicembre 1997   |         |
| 24 | 「謎の招待状 仮面料理人の罠!」 - Nazo no jōtaijō kamen ryōri hito no wana!                                                 | 14 dicembre 1997  |         |
| 25 | 「引き継がれた魂〈スピリッツ〉 異人館の血戦!!」 - Hikitsuga reta tamashī 〈Supirittsu〉 ijin'yakata no kessen!!            | 21 dicembre 1997  |         |
| 26 | 「最強の切札!あざ笑う悪魔〈ジョーカー〉」 - Saikyō no kirifuda! Azawarau akuma 〈Jōkā〉                                    | 18 gennaio 1998   |         |
| 27 | 「壮絶!復讐の最終楽章〈グランドフィナーレ〉!」 - Sōzetsu! Fukushū no saishū gakushō 〈Gurando Fināre〉!                    | 25 gennaio 1998   |         |
| 28 | 「友情の野外〈アウトドア〉料理」 - Yūjō no yagai 〈Autodoa〉 ryōri                                                         | 1º febbraio 1998  |         |
| 29 | 「裏からの刺客〈ヒットマン〉 冷血の天才レオン」 - Ura kara no shikaku 〈Hittoman〉 reiketsu no tensai Reon                 | 15 febbraio 1998  |         |
| 30 | 「魔性の切れ味!妖刀七星刀!」 - Mashō no kireaji! Yōtō shichiseitō!                                                         | 22 febbraio 1998  |         |
| 31 | 「四大中華を閉じ込めろ!真鯛大陸封」 - Shi dai chūka o tojikomero! Madai dai rikufū                                         | 1º marzo 1998     |         |
| 32 | 「氷と炎!激突!!料理人魂」 - Kōri to honō! Gekitotsu! Ryōri hitodama                                                        | 8 marzo 1998      |         |
| 33 | 「伝説の厨具!永霊刀の秘密!!」 - Densetsu no kuriya-gu! Ei rei-gatana no himitsu!!                                          | 15 marzo 1998     |         |
| 34 | 「魔都上海!裏からの宣戦布告!!」 - Ma-to Shanhai! Ura kara no sensen fukoku!!                                               | 22 marzo 1998     |         |
| 35 | 「水上大闘味場!鉄腕スープの魔力」 - Mizukami dai jō! Tetsuwan Sūpu no maryoku                                              | 19 aprile 1998    |         |
| 36 | 「サンチェ特製!冷製煮こごりスープ」 - Sanche tokusei! Reisei ni kogori Sūpu                                                | 26 aprile 1998    |         |
| 37 | 「面点王〈キング〉ラコン 千六百年の鎮魂饅頭」 - Menten-ō 〈Kingu〉 rakon sen roku hyaku-nen no chinkon manjū               | 3 maggio 1998     |         |
| 38 | 「スーパー点心大激突!究極の裁定!!」 - Sūpā tenshin dai gekitotsu kyūkyoku no saitei!!                                      | 10 maggio 1998    |         |
| 39 | 「もうひとつの七星刀!謎の美女シャン」 - Mō hitotsu no shichiseitō! Nazo no bijo shan                                       | 24 maggio 1998    |         |
| 40 | 「目覚めよレオン!料理人の宿命」 - Mezameyo Reon! Ryōri hito no shukumei                                                    | 31 maggio 1998    |         |
| 41 | 「邪剣を砕け!魂の七星刀!!」 - Yokoshima ken o kudake! Tamashī no shichiseitō!!                                             | 7 giugno 1998     |         |
| 42 | 「復讐鬼ショウアン!!因縁結末」 - Fukushū oni Shouan!! In'nen ketsumatsu                                                    | 14 giugno 1998    |         |
| 43 | 「マオの実力!大魔術〈マジカル〉熊猫〈パンダ〉豆腐」 - Mao no jitsuryoku! Dai majutsu 〈Majikaru〉 kuma neko 〈Panda〉 tōfu | 21 giugno 1998    |         |
| 44 | 「衝撃の判定!仙女の手のひら」 - Shōgeki no hantei! Sen'nyo no tenohira                                                     | 28 giugno 1998    |         |
| 45 | 「長江炎上!ショウアン大海に死す」 - Chōkō enjō! Shouan taikai ni shisu                                                     | 26 luglio 1998    |         |
| 46 | 「シェルを救え!麺のあらし!!」 - Sheru o sukue! Men no arashi!!                                                             | 2 agosto 1998     |         |
| 47 | 「魔神降臨!?奇跡の魔聖銅器」 - Majin kōrin!? Kiseki no masatoshi dōki                                                      | 9 agosto 1998     |         |
| 48 | 「天かける星!特製彗星〈コメット〉炒飯〈チャーハン〉」 - Ten kakeru hoshi! Tokusei suisei 〈Kometto〉 chāhan 〈chāhan〉     | 16 agosto 1998    |         |
| 49 | 「闇の迷宮!心をつなぐ一杯の粥」 - Yami no meikyū! Kokoro o tsunagu ippai no kayu                                           | 23 agosto 1998    |         |
| 50 | 「帝都北京!牙をむく裏料理界」 - Teito Pekin! Kiba o muku ura ryōrikai                                                      | 30 agosto 1998    |         |
| 51 | 「天才フェイの秘策!ネオ万漢全席」 - Tensai fei no hisaku! Neo Man kan zenseki                                              | 6 settembre 1998  |         |
| 52 | 「大逆転!栄光の勇厨師士たち」 - Dai gyakuten! Eikō no isamu kuriyashi shitachi                                             | 13 settembre 1998 |         |

##### True Cooking Master Boy(2019)
| Nº                            | Titolo italiano Giapponese 「Kanji」 - Rōmaji                                                                             | In onda          | In onda |
| Nº                            | Titolo italiano Giapponese 「Kanji」 - Rōmaji                                                                             | Giapponese       |         |
| Prima stagione (12 episodi)   | |                  |         |
| 1                             | L'eredità di un sogno 「夢を継ぐ者」 - Yume o tsugu mono                                                                  | 11 ottobre 2019  |         |
| 2                             | Il maestro di Dim Sum 「特級面点師」 - Tokkyū mentenshi                                                                   | 18 ottobre 2019  |         |
| 3                             | Uno strano invito 「奇妙な招待状」 - Kimyōna shōtaijō                                                                     | 25 ottobre 2019  |         |
| 4                             | Una pentola di rancore 「怨念の鍋」 - Onnen no nabe                                                                       | 1º novembre 2019 |         |
| 5                             | Ambizione della malavita culinaria 「裏料理界の野望」 - Ura ryōrikai no yabō                                              | 8 novembre 2019  |         |
| 6                             | Il settimo coltello 「七番目の包丁」 - Nana banme no hōchō                                                                | 15 novembre 2019 |         |
| 7                             | Due eredi 「二人の継承者」 - Ninin no keishōsha                                                                           | 22 novembre 2019 |         |
| 8                             | Gli otto utensili leggendari 「伝説の八厨具」 - Densetsu no hachūkyū                                                      | 29 novembre 2019 |         |
| 9                             | Shanghai, la città dei demoni 「魔都 上海」 - Mato Shanhai                                                                | 6 dicembre 2019  |         |
| 10                            | L'ardente scontro di Super Dim Sum! 「超点心大激突！」 - Supa tenshin dai gekitotsu!                                      | 13 dicembre 2019 |         |
| 11                            | Scontro tra due cuochi dai sette coltelli celesti 「超激突！二つの『七星刀』」 - Gekitotsu! Futatsu no “nana hoshigatana” | 20 dicembre 2019 |         |
| 12                            | L'uomo del destino 「運命の男」 - Unmei no otoko                                                                          | 27 dicembre 2019 |         |
| Seconda stagione (12 episodi) | |                  |         |
| 13                            | La battaglia del tofu trascendentale 「超絶豆腐勝負！」 - Chōzetsu Dōfu shōbu!                                            | 11 gennaio 2021  |         |
| 14                            | Una mano tesa 「差し伸べられた手」 - Sashinoberareta te                                                                   | 18 gennaio 2021  |         |
| 15                            | L'avvento del demonio 「魔神降臨」 - Majin kōrin                                                                          | 25 gennaio 2021  |         |
| 16                            | Un fiume di fuoco 「爆炎の河」 - Bakuen no kawa                                                                           | 1º febbraio 2021 |         |
| 17                            | Alla fine del fiume Yangtze 「長江の果てに」 - Chōkō no hate ni                                                           | 8 febbraio 2021  |         |
| 18                            | Disastro alla torre del crisantemo 「菊下楼の異変」 - Kikkarō no ihen                                                     | 15 febbraio 2021 |         |
| 19                            | I sentimenti affidati all'anatra 「鴨子にたくされた想い」 - Ahiru ni takusareta omoi                                      | 22 febbraio 2021 |         |
| 20                            | Come la fenice 「不死鳥のごとく」 - Fushichō no gotoku                                                                    | 1º marzo 2021    |         |
| 21                            | L'abbagliante Dunhuang 「眩惑の敦煌」 - Genwaku no tonkō                                                                  | 8 marzo 2021     |         |
| 22                            | Il sole del deserto 「砂漠の太陽」 - Sabaku no taiyō                                                                      | 15 marzo 2021    |         |
| 23                            | L'eroe senza limiti 「無限の英雄」 - Mugen no eiyū                                                                        | 22 marzo 2021    |         |
| 24                            | Creatori di un'era 「時代を創る者たち」 - Jidai o tsukuru monotachi                                                       | 29 marzo 2021    |         |